# 가니역
가니역(일본어: 可児駅 かにえき[*])은 일본 기후현 가니시에 위치한 도카이 여객철도 다이타선의 철도역이다. 상대식 승강장 2면 2선의 구조를 갖춘 지상역이다.

## 타는 곳
| 1 | ■ 다이타선 | 상행 | 다지미 방면   |
| 2 | ■ 다이타선 | 하행 | 미노오타 방면 |

## 이용 현황
| 인원     | 이용 현황 |
| 2006년도 | 1,496     |
| 2007년도 | 1,505     |
| 2008년도 | 1,502     |
| 2009년도 | 1,453     |
| 2010년도 | 1,462     |
| 2011년도 | 1,421     |
| 2012년도 | 1,409     |
| 2013년도 | 1,437     |
| -------- | --------- |

## 역 주변
- 가니 강
- 가니 시청
- 가니 시립 도서관

## 인접 역
| 도카이 여객철도 다이타선 | 도카이 여객철도 다이타선 | 도카이 여객철도 다이타선 |
| ------------------------ | ------------------------ | ------------------------ |
| 시모기리 다지미 방면     | ■ 다이타선               | 미노카와이 미노오타 방면 |